# Slim Bacha
Pour les articles homonymes, voir Bacha.
Slim Bacha, né le 11 mars 1986, est un footballeur tunisien évoluant au poste de défenseur avec le Club sportif de Hammam Lif.

## Carrière
- 2009-juillet 2012 : Club africain (Tunisie)
  - août-décembre 2010 : Avenir sportif de La Marsa (Tunisie), prêt
  - juillet 2011-juin 2012 : Étoile sportive de Béni Khalled (Tunisie), prêt
- juillet 2012-janvier 2013 : Avenir sportif de Gabès (Tunisie)
- janvier-juillet 2013 : El Gawafel sportives de Gafsa (Tunisie)
- juillet 2013-juillet 2014 : La Palme sportive de Tozeur (Tunisie)
- juillet 2014-juillet 2015 : Espérance sportive de Zarzis (Tunisie)
- juillet 2015-juillet 2016 : El Gawafel sportives de Gafsa (Tunisie)
- juillet 2016-juin 2019 : Jeunesse sportive kairouanaise (Tunisie)
- juin 2019-janvier 2020 : Hetten FC (Arabie saoudite)
- janvier-décembre 2020 : Jeunesse sportive kairouanaise (Tunisie)
- depuis décembre 2020 : Club sportif de Hammam Lif (Tunisie)